# Türkmenistanyň Futbol Federasiýasy
Türkmenistanyň Futbol Federasiýasy – ogólnokrajowy związek sportowy, działający na terenie Turkmenistanu, będący jedynym prawnym reprezentantem turkmeńskiej piłki nożnej, zarówno mężczyzn, jak i kobiet, we wszystkich kategoriach wiekowych w kraju i za granicą. Siedziba związku mieści się w Aszchabadzie.

## Historia
Związek powstał w 1992 roku po uzyskaniu niepodległości Turkmenistanu. W 1993 poprzez głosowanie zdecydowano o przystąpieniu Turkmenistanu do Piłkarskiej Federacji Azji (AFC). Najpierw był członkiem asocjacyjnym, a w 1994 oficjalnie przystąpił do AFC. Również w tym że roku dołączył do FIFA. Chociaż Federacja Piłkarska Turkmenistanu została przyjęta do FIFA i AFC w 1994 roku, reprezentacja Turkmenistanu mogła grać mecze międzynarodowe pod auspicjami FIFA od 1992 roku. W marcu 2003 Federacja została przekształcona w Asocjację. Jej Prezydentem został wybrany Allaberdy Mammetkulyýew. W maju 2008 ze względu braku innych kandydatów objął stanowisko Prezydenta Derýageldi Orazow. Od maja 2012 Prezydentem związku jest Sapardurdy Toýlyýew

## Prezesowie
- 1992 – 2002: Aman Ýusupow
- 03.2003 – 05.2008: Allaberdy Mammetkulyýew
- 05.2008 – 05.2012: Derýageldi Orazow
- od 05.2012: Sapardurdy Toýlyýew